# Andreas Gerrit Jacobsen
Andreas Gerrit Jacobsen (Amsterdam, 15 maart 1806 – Hoogeveen, 7 oktober 1868) was een Nederlandse schilder.

## Leven en werk
Jacobsen was een zoon van Andreas Jacobsen en Anna Maria Wustman. Het is niet bekend waar hij zijn schildersopleiding heeft genoten. Hij schilderde genrestukken en nam vanaf 1826 deel aan diverse exposities, onder andere aan de tentoonstellingen van Levende Meesters. Hij bleef ongehuwd en woonde in Amsterdam in bij zijn broer Jan Friederich Jacobsen (1814-1878). In 1853 verhuisde Jacobsen met zijn broer en diens gezin naar Hoogeveen. In Drenthe legde hij zich vooral toe op het schilderen van landschappen.
Jacobsen overleed op 62-jarige leeftijd aan De Huizen in Hoogeveen.

## Werk in openbare collecties
- Drents Museum
- Museum De 5000 Morgen